# Notocheiridae
Notocheiridae é uma pequena família de peixes de água salgada pertencente à ordem Atheriniformes com distribuição natural nas águas tropicais e temperadas do Indo-Pacífico.

## Descrição
São pequenos peixes, tipicamente com menos de 8 cm de comprimento, com faixas prateadas nos flancos e face inferior em forma de quilha. Formam grandes cardumes, em geral encontrados na rebentação.
A família inclui dois géneros, Notocheirus, monotípico, e Iso, com cinco espécies. O género Iso é por vezes separado numa família própria, a família Isonidae.
A informação contida na base de dados Catalogue of Life permite a construção do seguinte cladograma:
| Notocheirus | Notocheirus hubbsi |
|             | Notocheirus hubbsi |

| Iso | Iso flosmaris    |
|     | Iso flosmaris    |
|     | Iso hawaiiensis  |
|     |                  |
|     | Iso natalensis   |
|     |                  |
|     | Iso nesiotes     |
|     |                  |
|     | Iso rhothophilus |
|     |                  |

| Notocheirus | Notocheirus hubbsi |
|             | Notocheirus hubbsi |

| Iso | Iso flosmaris    |
|     | Iso flosmaris    |
|     | Iso hawaiiensis  |
|     |                  |
|     | Iso natalensis   |
|     |                  |
|     | Iso nesiotes     |
|     |                  |
|     | Iso rhothophilus |
|     |                  |

| Notocheirus | Notocheirus hubbsi |
|             | Notocheirus hubbsi |

| Iso | Iso flosmaris    |
|     | Iso flosmaris    |
|     | Iso hawaiiensis  |
|     |                  |
|     | Iso natalensis   |
|     |                  |
|     | Iso nesiotes     |
|     |                  |
|     | Iso rhothophilus |
|     |                  |

| Notocheirus | Notocheirus hubbsi |
|             | Notocheirus hubbsi |

| Iso | Iso flosmaris    |
|     | Iso flosmaris    |
|     | Iso hawaiiensis  |
|     |                  |
|     | Iso natalensis   |
|     |                  |
|     | Iso nesiotes     |
|     |                  |
|     | Iso rhothophilus |
|     |                  |